# Дуэлянты (фильм)
«Дуэлянты» (англ. The Duellists) — первый полнометражный кинофильм британского режиссёра Ридли Скотта, вышедший на экраны в 1977 году. Фильм основан на повести Джозефа Конрада «Дуэль» (The Duel).

## Сюжет

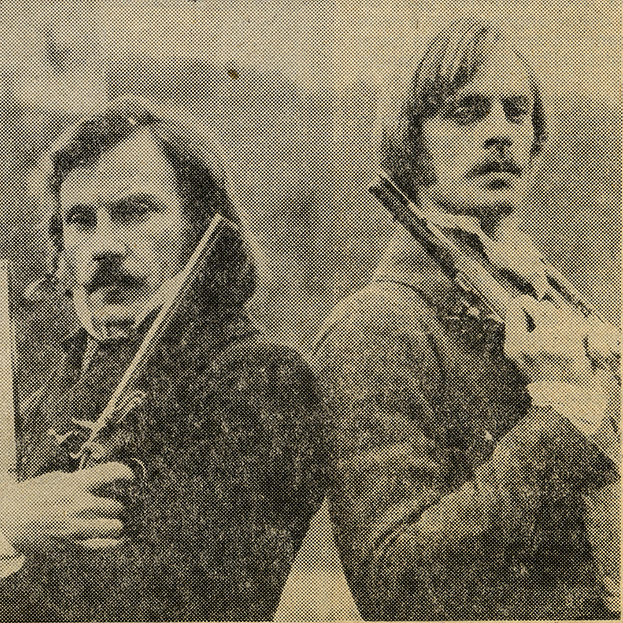
Харви Кейтель в роли Ферро и Кит Кэррадайн в роли д’Юбера

Ссора, вспыхнувшая между двумя гусарскими офицерами наполеоновской армии, — вспыльчивым Феро и доставившим ему приказ о домашнем аресте д’Юбером — приводит к дуэли. Но дуэлью не исчерпывается и перерастает в многолетнюю вражду, не угасающую за все годы Наполеоновских войн и время от времени находящую выход в очередных поединках. Два лейтенанта, уцелев в войнах и дуэлях, уже дослужились до генералов, уже свергнут Наполеон — и лишь тогда д’Юберу удаётся избавиться от постоянной угрозы, которой подвергает его жизнь ненавидящий его Феро:
В течение пятнадцати лет вы заставляли меня жить по вашим законам. Никогда больше я не подчинюсь вашим требованиям. По правилам нашего поединка отныне ваша жизнь принадлежит мне. Это верно? Я просто буду считать вас мёртвым. Во всех отношениях со мной будьте любезны вести себя как умерший человек. Я достаточно подчинялся вашему понятию чести. Теперь вы будете подчиняться моему.

## В ролях
- Кит Кэррадайн — Арман д’Юбер
- Харви Кейтель — Габриэль Феро
- Альберт Финни — Фуше
- Эдвард Фокс — полковник
- Кристина Рэйнс — Адель
- Роберт Стивенс — генерал Трейар
- Том Конти — доктор Жакен
- Дайана Квик — Лора
- Алан Армстронг — Лакурб
- Стейси Кич — рассказчик (голос за кадром)
- Пит Постлетуэйт — человек, побривший генерала Трейара (дебют актёра в кино)
- Артур Дигнам[англ.] — мужчина в повязке

## Съёмочная группа
- Режиссёр: Ридли Скотт
- Оператор: Фрэнк Тайди[англ.]
- Автор сценария: Джеральд Воган-Хьюз
- Продюсер: Дэвид Патнэм[англ.]
- Композитор: Howard BlakeГовард Блейк[англ.]
- Постановщик фехтования («режиссёр боёв»): Уильям Хоббс[англ.]

## Место съёмок
После изучения различных районов юго-запада Франции Ридли Скотт в качестве декораций для своей ленты выбрал любимый многими продюсерами перигорский город Сарла и его окрестности (замок Коммарк). Съёмки происходили во время ненастной зимы, когда более пятидесяти дней лил дождь, однако режиссёру удалось обернуть это в свою пользу, сняв несколько визуально выигрышных сцен, в которых придал «атмосферности» фильму и запечатлев «мастерские кадры потрёпанных непогодой французских руин и пасмурного неба».

## Награды и номинации
- 1977 — Приз за лучший дебют на Каннском кинофестивале
- 1978 — премия «Давид ди Донателло» лучшему режиссёру зарубежного фильма (Ридли Скотт)
- 1979 — две номинации на премию BAFTA: лучшая операторская работа (Фрэнк Тайди) и лучшие костюмы